# Naissance en 1006
Naissance
- 1002
- 1003
- 1004
- 1005
- 1006
- 1007
- 1008
- 1009
- 1010

Cette page dresse une liste de personnalités nées au cours de l'année 1006 :
- 14 octobre : Geoffroy II d'Anjou, comte d'Anjou et de Tours.

- Constantin X, empereur byzantin.
- Hubert de Vendôme, évêque et reconstructeur de la cathédrale d'Angers, ravagée par un incendie.
- Ísleifr Gizurarson, premier évêque islandais.
- Khawâdjâ Abdallâh Ansârî, juriste (faqīh), exégète, maître en hadīth, historien estimé et remarquable orateur, fervent hanbalite.
- Rambaud de Nice, coseigneur de Nice, de Courthézon et de Vence.
- Sancha Sánchez di Castiglia (it), princesse de Castille et comtesse consort de Barcelone.

## Crédit d'auteurs
- Cet article est partiellement ou en totalité issu de l'article intitulé « 1006 » (voir la liste des auteurs).